# Jacob Heinrich von Flemming

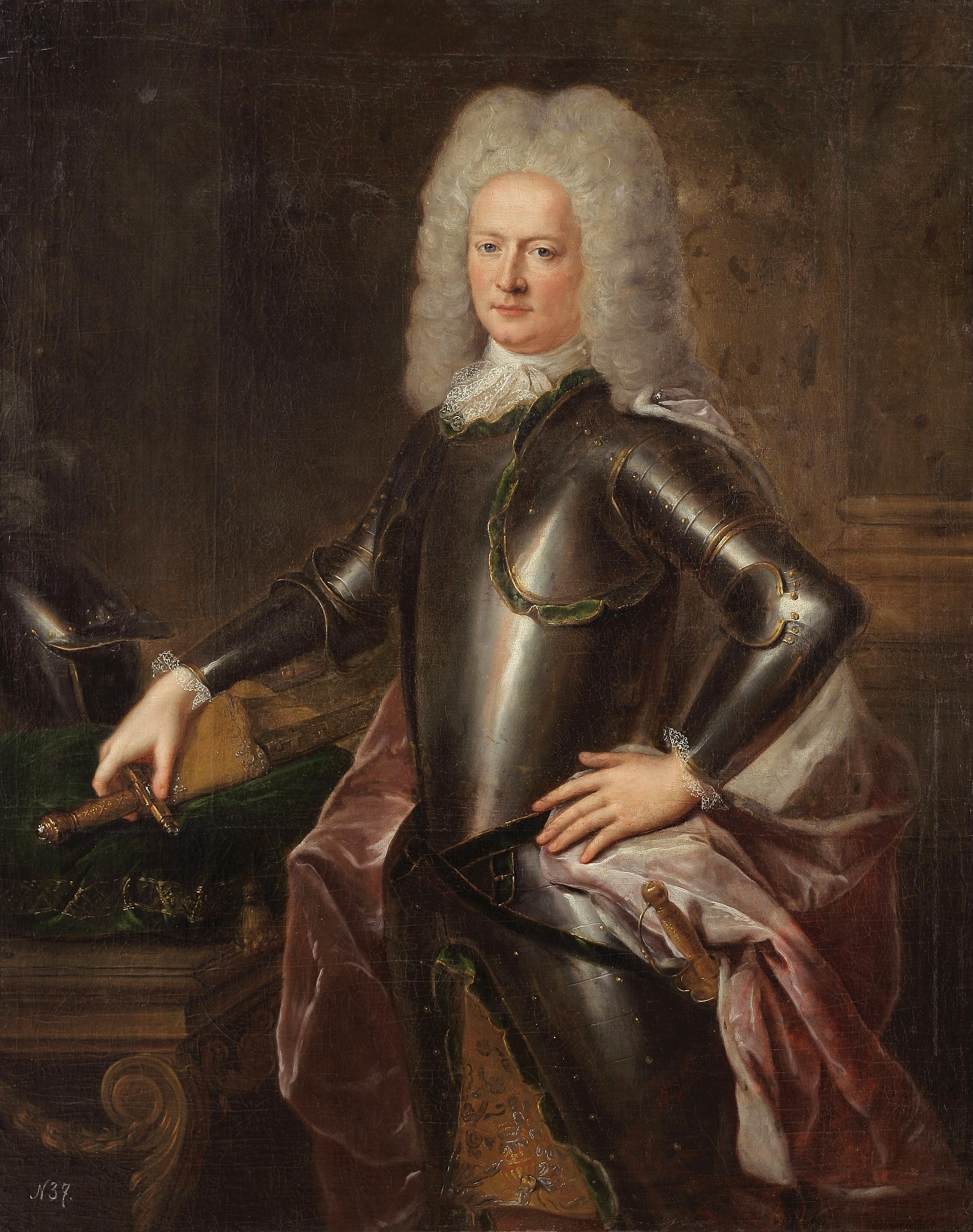
Jakob Heinrich von Flemming
(artista desconocido, década de 1720).

Jakob Heinrich von Flemming (3 de marzo de 1667 - 30 de abril de 1728) fue un conde, oficial militar y político sajón. Nació en Hoff, en la provincia prusiana de Pomerania en el seno de una familia noble. Completó sus estudios de leyes en 1688, después de lo cual entró al servicio de Brandeburgo. Obtuvo el rango de general en 1705 y el de Generalfeldmarschall en 1711.
Fue seleccionado embajador en Varsovia por el elector Federico Augusto de Sajonia, quien aspiraba al trono de Polonia-Lituania que había quedado vacante desde la muerte de Jan III Sobieski en 1696. Con la competencia de otros aspirantes, Flemming pudo asegurar la elección del elector como Augusto II de Polonia-Lituania.
Flemming participó en la campaña de Livonia de la Gran Guerra del Norte. Sus tropas capturaron el fuerte de Düna en Riga de manos de los suecos en 1700, renombrándola "Augustenburg" ("fuerte de Augusto"), pero los suecos derrotaron al ejército aliado ruso-sajón en el cruce del Daugava en 1701. Durante la batalla de Kliszów en 1702 fue gravemente herido.
En 1705 Augusto lo hizo general de caballería y Ministro de Guerra. En el Tratado de Altranstädt en 1706, Carlos XII exigió al depuesto Augusto la extradición de Flemming, argumentando que tenía fincas en la Pomerania sueca y por lo tanto era ciudadano sueco sujeto a las leyes suecas. Flemming alivió la presión sobre su Elector al partir hacia Prusia. Cuando los suecos abandonaron Polonia en 1708 por su desastrosa campaña en Rusia (que terminó con la derrota en Poltava), el restaurado Augusto instaló a Flemming en la residencia del gobernador en Dresde.
En 1711 Flemming se convirtió en Generalfeldmarschall y lideró a las tropas sajonas en el Norte de Alemania contra los suecos liderados por Magnus Stenbock. Participó en los asedios de Stralsund y Tönning, y lideró a las tropas sajonas en la batalla de Gadebusch en 1712.
Después del victorioso final de la lucha en el norte de Alemania en 1715, Flemming condujo a las tropas sajones en Polonia, en apoyo de Augusto contra la Confederación Tarnogród.
- Datos: Q77424
- Multimedia: Jacob Heinrich von Flemming / Q77424